# Think Tank (альбом)
Think Tank (в переводе с англ. — «научный центр / фабрика мысли») — седьмой студийный альбом группы Blur, выпущенный 5 мая 2003 года лейблом Parlophone в Великобритании. Альбом демонстрирует основные музыкальные изменения группы, завязанные на элементах экспериментальной и мировой музыки, внесённых в обыкновенную палитру брит-попа. Это дало альбому возможность достигнуть самых высоких мест в чартах США за весь период существования группы. Обложка альбома была перетрафорирована с граффитти андерграундного художника Бэнкси. Изображение с обложки альбома было продано на аукционе в 2007 году за 75 000 фунтов стерлингов. Журнал New Musical Express поставил пластинку на 20 место в списке лучших альбомов десятилетия.

## История записи
Запись «Think Tank» началась в ноябре 2001 года на студии «13» в Лондоне и закончилась годом позже в амбаре в Девоне. Запись также проводилась в Марокко, где группа оборудовала старый амбар под студию. Во время сессий в Марокко были записаны «Crazy Beat», «Gene By Gene» и «Moroccan Peoples Revolutionary Bowls Club». В работе над материалом альбома в июле 2002 года группе помогало много продюсеров, включая The Neptunes, The Dust Brothers и Уильяма Орбита. Финальная запись была спродюсирована самими Blur и Беном Хиллером, с различными продюсерами включая Орбита и Нормана Кука (хорошо известного по псевдониму Fatboy Slim). Кук поспособствовал двум дорожкам («Crazy Beat» и «Gene by Gene»). Грэм Коксон поучаствовал в записи только четырёх треков на сессиях «Think Tank»: «Battery in Your Leg», «The Outsider», «Morricone» и «Some Glad Morning»; из его вклада в финальную запись вошла лишь гитарная линия на последнем треке «Battery in Your Leg». Отсутствие Коксона также укрепило роль Алекса Джеймса и Дейва Раунтри, которые записали бэк-вокал в альбоме. Раунтри также сыграл на электрогитаре в «On The Way To The Club» и начитал рэп на демозаписи «Sweet Song». Марокканский оркестр был использован в ведущем сингле «Out of Time».

## Музыкальный стиль
«Think Tank» продолжает эксперименты с электронной музыкой, а также содержит элементы хип-хопа, даба, джаза и африканской музыки. По своему звучанию альбом стал похож на проект Деймона Албарна Gorillaz. Из-за отсутствия Грэма Коксона стало намного меньше гитарного саунда, и он был заменён более простыми гитарными партиями, сыгранными Албарном. Практически полностью написанный Деймоном, «Think Tank» также делает большой упор на бэк-вокал, акустическую гитару, бас-гитару, ударные, клавишные и другие музыкальные инструменты.
Как и «Parklife», «Think Tank» является концептуальным альбомом; Деймон Албарн заявил, что альбом «о любви и политике». Некоторые песни повествуют о чувстве ощущения паранойи и отчуждения. По данным журнала «Uncut» песня «Sweet Song» повествует о взаимоотношениях между участниками группы. Другие композиции повествуют о проблемах в современном мире. На некоторых CD-версиях альбома присутствует скрытый трек «Me, White Noise», в записи которого принимал участие Фил Дэниелс. «Think Tank» — единственный альбом Blur, получивший логотип «Ненормативная лексика» из-за множества ссылок на наркотики в песне «Brothers and Sisters».

## Критический приём
| Совокупная оценка    | Совокупная оценка |
| Источник             | Оценка            |
| -------------------- | ----------------- |
| Metacritic           | (83/100)          |
| Оценки критиков      |                   |
| Источник             | Оценка            |
| Allmusic             | [ 11 ]            |
| Drowned in Sound     | (10/10)           |
| Entertainment Weekly | C+                |
| NME                  | (8/10)            |
| Pitchfork Media      | (9.0/10)          |
| PopMatters           | (8/10)            |
| Spin                 | (9/10)            |
| Stylus               | A−                |
| Rolling Stone        | [ 19 ]            |
| Uncut                | [ 20 ]            |

«Think Tank» получил множество положительных отзывов от критиков. Альбом занял первые места в чартах Великобритании и США. В 2004 году диск был номинирован на Brit Awards в категории «Лучший британский альбом» и получил награду от журнала «Q» как «Лучший альбом года». Многие журналы включили его в списки лучших музыкальных достижений 2003 года и десятилетия.
| Журнал                | Страна         | Категория                        | Год  | Место |
| --------------------- | -------------- | -------------------------------- | ---- | ----- |
| Eye Weekly            | Канада         | Альбом года                      | 2003 | 23    |
| PopMatters            | США            | Альбом года                      | 2003 | 7     |
| Rolling Stone         | США            | Альбом года                      | 2003 | *     |
| Slant Magazine        | США            | 250 лучших альбомов десятилетия  | 2010 | 145   |
| Spin                  | США            | Альбом года                      | 2003 | 16    |
| Delusions of Adequacy | США            | 100 лучших альбомов десятилетия  | 2010 | 100   |
| BBC                   | Великобритания | Альбом года                      | 2003 | *     |
| Drowned in Sound      | Великобритания | Альбом года                      | 2003 | 43    |
| Mojo                  | Великобритания | Альбом года                      | 2003 | 3     |
| NME                   | Великобритания | Альбом года                      | 2003 | 21    |
| NME                   | Великобритания | 100 лучших альбомов десятилетия  | 2009 | 20    |
| Playlouder            | Великобритания | Альбом года                      | 2003 | 18    |
| Q                     | Великобритания | Альбом года                      | 2003 | 2     |
| Q                     | Великобритания | 100 лучших альбомов десятилетия  | 2009 | 59    |
| Rough Trade           | Великобритания | Альбом года                      | 2003 | 86    |
| Uncut                 | Великобритания | Альбом года                      | 2003 | 62    |
| Uncut                 | Великобритания | 150 лучших альбомов десятилетия  | 2009 | 22    |
| The Observer          | Великобритания | Альбом года                      | 2003 | 1     |
| Fnac                  | Франция        | 1000 лучших альбомов всех времён | 2008 | 799   |
| Les Inrockuptibles    | Франция        | 100 лучших альбомов десятилетия  | 2010 | 7     |
| Rolling Stone         | Франция        | 20 лучших альбомов десятилетия   | 2010 | *     |

## Список композиций
Вся лирика — Деймон Албарн. Музыка — Албарн/Алекс Джеймс/Дейв Раунтри (если не указано иное).
1. «Me, White Noise» (скрытый трек) — 6:48
2. «Ambulance» — 5:09
3. «Out of Time» — 3:52
4. «Crazy Beat» — 3:15
5. «Good Song» — 3:09
6. «On the Way to the Club» (Албарн/Джеймс Дринг/Джеймс/Раунтри) — 3:48
7. «Brothers and Sisters» — 3:47
8. «Caravan» — 4:36
9. «We’ve Got a File on You» — 1:03
10. «Moroccan Peoples Revolutionary Bowls Club» — 3:03
11. «Sweet Song» — 4:01
12. «Jets» (Албарн/Джеймс/Раунтри/Майк Смит) — 6:25
13. «Gene by Gene» — 3:49
14. «Battery in Your Leg» (Албарн/Грэм Коксон/Джеймс/Раунтри) — 3:20

## Участники записи

### Blur
- Деймон Албарн — вокал, бэк-вокал, гитара, фортепиано
- Алекс Джеймс — бас-гитара, бэк-вокал,
- Дейв Раунтри — ударные, бэк-вокал, гитара
- Грэм Коксон — гитара в «Battery in Your Leg»

### Приглашённые музыканты и продюсеры
- Беззари Ахмед — ребаб
- Муллауд Май Али — уд
- Мохамед Аззедин — уд
- Норман Кук — продюсер
- Джейсон Кокс — инженер
- Фил Дэниелс — вокал
- Джеймс Дринг — инженер, программирование
- Бен Хиллер — продюсер, инженер, перкуссия
- Гуэддам Джамал — виолончель, скрипка
- Абдулла Кехари — скрипка
- Аит Рамдам Эль Мустафа — канун
- Десид Мустафа — аранжировщик
- Далал Мохамед Наджиб — дарбука
- Хайджоуи Рашид — скрипка
- M. Рабет Мохамед Рашид — скрипка
- Майк Смит — саксофон
- Касими Джамал, Юссеф — уд
- Уильям Орбит — продюсер